# David Acevedo
David Acevedo (20 lutego 1937) – argentyński piłkarz, obrońca.
Jako piłkarz klubu Independiente był w kadrze reprezentacji Argentyny podczas finałów mistrzostw świata w 1958 roku, gdzie Argentyna odpadła już w fazie grupowej. Acevedo nie wystąpił w żadnym meczu.
Wspólnie z klubem Independiente Acevedo zwyciężył w turnieju Copa Libertadores 1964 oraz Copa Libertadores 1965.
Wciąż jako gracz Independiente wziął udział w turnieju Copa América 1967, gdzie Argentyna została wicemistrzem Ameryki Południowej. Acevedo zagrał we wszystkich pięciu meczach – z Paragwajem, Boliwią, Wenezuelą, Chile i Urugwajem.
Przez większość kariery Avevedo grał w klubie Independiente. Poza tym występował także w klubie CA Banfield. W reprezentacji Argentyny rozegrał łącznie 5 meczów – wszystkie podczas turnieju Copa América.